# Serafinowo
Serafinowo (dawniej: Serafinów, biał. Серафімова, ros. Серафимово) – wieś na Białorusi, w obwodzie mińskim, w rejonie mińskim, w sielsowiecie Michanowicze.

## Kościół i klasztor zakonu franciszkanów
W dniu 19 kwietnia 1754 roku Kazimierz Janiszewski, podstoli owrucki, i jego żona Benedykta Janiszewska przekazali nowo wybudowany w Serafinie kościół pod wezwaniem Św. Antoniego Padewskiego na filię klasztoru franciszkanów w Mińsku, a na rezydencję dla zakonników przekazali swój dwór w Maciejewiczach, w którym zastrzegli sobie tylko dożywocie. Fundacja została przyjęta przez kapitułę prowincji w 1758 roku. Wg innych danych fundacji dokonano w 1762 roku, a parafię erygowano w 1783 roku. Po upadki Powstania listopadowego, władze rosyjskie skasowały w 1832 roku klasztor, a kościół przejęli księża świeccy. Kościół odnowiono w 1903 roku, ale jego losy po 1920 roku są nieznane. Obecnie nie ma po nim śladu.